# Mario (serie televisiva)
Mario è  una serie televisiva italiana ideata da Marcello Macchia, in arte Maccio Capatonda, trasmessa in prima visione dal canale MTV dal 28 febbraio 2013 al 25 novembre 2014.
È la prima serie televisiva realizzata da Capatonda, noto per essere l'autore e l'interprete principale di numerosi videoclip comici (tra cui vari trailer fittizi) pubblicati sul web o trasmessi in programmi televisivi (Mai dire, All Music Show, Ma anche no).

## Trama

### Prima stagione
Il giornalista Mario, protagonista della serie, è il conduttore dell'MTG, un telegiornale diretto da Paolo Buonanima, il suo padre putativo. Dopo la misteriosa scomparsa del direttore, la multinazionale Micidial Corporation compra l'emittente che trasmette l'MTG e impone la messa in onda dei propri discutibili sponsor durante le dirette. Mario non ci sta e decide di andarsene, ma viene bloccato da Lord Micidial, il nuovo proprietario, il quale non solo lo costringe a rinunciare alle dimissioni con una clausola contrattuale nascosta, ma gli affianca anche il figlio Ginetto, un inetto che dovrà essere istruito sull'arte del giornalismo per poter un giorno prendere il posto di Mario. Dopo aver tentato invano di insegnare il proprio mestiere a Ginetto, l'unica possibilità di Mario per sfuggire alla morsa "Micidiale" rimane quella di ritrovare Buonanima e far tornare tutto come prima. Mario tenta in ogni modo di rintracciare il padre putativo, grazie anche all'aiuto di Melany, la figlia di Lord Micidial, inizialmente nemica del giornalista e successivamente sua fidanzata, ma il malvagio imprenditore glielo impedisce. Alla fine della stagione Mario scopre che Lord Micidial è il suo vero padre e che Melany e Ginetto sono i suoi fratelli, e sviene per lo shock subito.

### Seconda stagione
Colpito dal trauma di aver scoperto che Lord Micidial è il suo vero padre, Mario cade in coma. Micidial ne approfitta per cancellargli completamente la memoria con uno strumento chiamato "Scordammociopassat", e lo istruisce per farlo diventare un giornalista volgare e corrotto, l'opposto di quel che era in passato. Micidial corrompe poi tutti i membri dell'MTG affinché non raccontino nulla a Mario del suo passato, e rinchiude la figlia Melany in un manicomio. Mario diventa perciò un Micidial a tutti gli effetti, e l'MTG si trasforma da semplice telegiornale rivolto all'informazione a programma televisivo votato agli sponsor e agli ascolti. Nel frattempo la Micidial Corporation, messa in grave crisi dalla concorrenza cinese, decide di entrare in politica e candida Ginetto come premier, mettendolo a capo di un partito chiamato "Tutti famosi". Una volta riacquistata la memoria, Mario torna al suo obiettivo originale, ovvero quello di ritrovare il suo padre putativo Paolo Buonanima e mettere fine alla morsa "Micidiale" una volta per tutte, con l'aiuto della sorella Melany, dei suoi amici e dell'avvocato Scatarrutti, che si rivela essere la madre di Mario, Melany e Ginetto. Dopo molte peripezie, il piano di Mario per sconfiggere Lord Micidial ha successo: "Tutti famosi" perde le elezioni per un solo voto, quello dello stesso Ginetto, e Lord Micidial viene arrestato. Buonanima riappare davanti a Mario tentando di rivelargli la verità sulla sua scomparsa, ma prima di riuscirci viene fatto sparire nel nulla dai misteriosi "truppi".

## Episodi
| Stagione         | Episodi | Prima TV |
| ---------------- | ------- | -------- |
| Prima stagione   | 18      | 2013     |
| Seconda stagione | 16      | 2014     |

## Personaggi e interpreti

### Personaggi principali
- Marcello Macchia (in arte Maccio Capatonda) interpreta il protagonista Mario, oltre ad una serie di vari altri personaggi tra cui Oscar Carogna, inviato dell'MTG che si occupa di cronaca nera, Ippolito Germer, che ha una rubrica di salute all'interno del telegiornale, il Colonnello che appare negli spot degli sponsor, Anna Ciccia, che ha una rubrica di cucina, e Piero Peluria, rozzo e ignorante telespettatore dell'MTG.
- Luigi Luciano (in arte Herbert Ballerina) interpreta il ruolo di Ginetto, figlio di Lord Micidial, e altri personaggi tra cui Pino Cammino, "passante di professione" abitudinalmente intervistato dagli invitati dell'MTG, e Marino Peluria, fratello di Piero.
- Franco Mari (in arte Rupert Sciamenna) recita nel ruolo del perfido Lord Micidial.
- Adelaide Manselli (in arte Anna Pannocchia) è la truccatrice Genny innamorata di Mario.
- Luca Confortini (in arte Ektor Baboden) è l'aiuto regista Michelangelo.
- Nina Prestigiovanni (in arte Katherine J. Junior) interpreta la segretaria Carolina, oltre a una ricorrente intervistata particolarmente ostile verso "i zingheri".
- Enrico Venti (in arte Ivo Avido) impersona Ozio, la guardia e custode dello studio televisivo.
- Lavinia Longhi (in arte Offa Ioladinos) interpreta Melany, figlia di Lord Micidial, in un primo tempo sotto la falsa identità di Marta Franceschini, vicedirettrice del telegiornale.
- Pippo Lorusso interpreta l'inviato Salvo Errori e il Commendatore che appare nei caroselli e negli spot degli sponsor.
- Francesca Macrì è l'inviata dell'MTG Jo Cagnaccia.

### Personaggi secondari
Alberto Azarya interpreta Amarino Mallo, inviato all'estero che non ha mai modo di annunciare alcunché se non il luogo in cui si trova, Maurizio Tabani interpreta Paolo Buonanima ex direttore dell'MTG e padre putativo di Mario. Marco Dona e Alberto Biggiogero, noto in quanto supertestimone nell'ambito del processo Uva, interpretano rispettivamente Ricky e Giaffro i due registi del telegiornale.
Marco Mazzoli, conduttore del programma radiofonico Lo Zoo di 105 (che vede anche la partecipazione del trio Capatonda-Avido-Ballerina), appare nel secondo episodio nel ruolo del ginecologo di Genny, nell'undicesimo nei panni dell'inviato Sandro Sondrio, e nel terzo episodio della seconda stagione come testimonial di Motivator Jim. Gibba, dello stesso programma, appare nel settimo episodio nel ruolo di Fabrizio Spadellati, un giornalista, e nell'undicesimo impersonandosi anche in una specie di barista telecronista (Beppe Bargomi, alter ego del più famoso calciatore Beppe Bergomi) improvvisato in seguito ad una gara di slot machine che si svolgeva all'interno del bar. 
Altro componente minore che appare è Alan Caligiuri, nei panni di un giornalista, nell'undicesimo episodio impersonando Enrico Variabile (parodia del giornalista Enrico Varriale). L'attore e comico Nino Frassica ha partecipato a quattro episodi nei panni del pompiere Pompiero e nel finale della seconda stagione nei panni di Pippo Baudo, mentre il giornalista Andrea Scanzi ha recitato nel sesto episodio della seconda stagione nel ruolo di Alberto Incalzi, conduttore del talk show politico "Sotto torchio".
Infine l’avvocato Scatarrutti, chiamato in causa per la sciabolata (clausola/penale in diagonale nel contratto di Mario), che si scopre essere la Signora Micidial, madre di Mario, Ginetto e Melany.

## Produzione

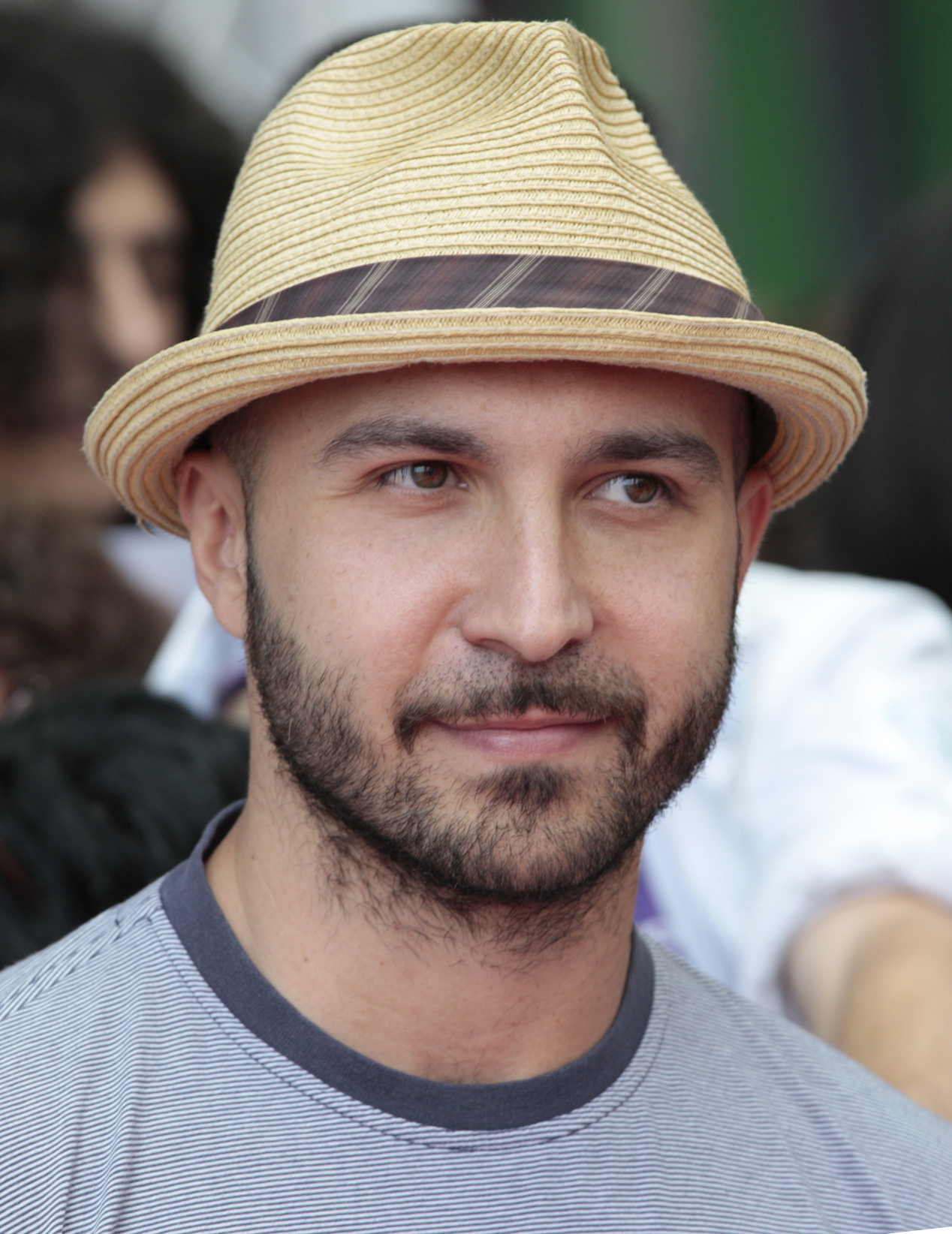
Marcello Macchia, ideatore e protagonista della serie.

Le riprese della prima stagione di Mario sono durate 50 giorni, divisi in due sessioni da 25 giorni consecutivi. È prodotta dalla Shortcut Productions, il cui produttore esecutivo è Enrico Venti.
L'idea della serie è stata ispirata dal film statunitense The Onion Movie; al riguardo, Marcello Macchia ha affermato che «il telegiornale mi sembrava un format che, se trattato satiricamente, poteva diventare un contenitore di qualsiasi cosa. Ormai nel TG puoi mettere veramente qualsiasi cosa, ed essendo la mia una comicità basata sulla parodia dei linguaggi televisivi, ho cercato il format più adatto per potermi esprimere al meglio». In merito ai contenuti, Macchia ha definito Mario come una serie «costruita su tre livelli»: il primo caratterizzato da «servizi giornalistici surreali e anche leggermente satirici su costume e società», il secondo dalla «parte in studio, che prevede i miei lanci (del protagonista Mario, ndr) ma in alcuni casi un po' di varietà o anche interviste in studio» e il terzo formato da «tutto il dietro le quinte, cioè la fiction, la serie». Riguardo a ispirazioni da parte del mondo giornalistico, Macchia ha affermato: «mi piaceva il modo in cui i giornalisti fanno voice over sui servizi, quel modo di parlare un po' enfatico, quella cadenza che mi piaceva parodizzare [sic]. Ho preso spunto da Salvo Sottile, perché la satira dei servizi in Mario è sulla cronaca nera o sul gossip, sul nulla».
Il 2 ottobre 2013 sono incominciate le riprese della seconda stagione della serie, trasmessa nell'autunno 2014; il 28 maggio 2014 MTV trasmette un episodio speciale della seconda stagione, dove vengono mostrate in anteprima alcune scene nonché il backstage.